# Hierarchical File System
Hierarchical File System (HFS) is een bestandssysteem van Apple Inc. HFS werd ontworpen door Patrick Dirks en Bill Bruffey en diende van 1985 tot 1998 als het bestandssysteem op alle Mac-computers.

## Beschrijving
HFS verscheen voor het eerst in september 1985 en verving het Macintosh File System (MFS). Het bestandssysteem werd ontworpen voor gebruik met floppy's en de eerste harde schijven die beschikbaar kwamen voor Mac-computers. HFS werd pas gemeengoed met de komst van de Macintosh Plus, begin 1986.
De maximale bestandsgrootte is 2 GB (gigabyte), de maximale grootte van een volume is 2 TB (terabyte) en het maximale aantal bestanden is beperkt tot 65.535. Bestandsnamen kunnen uit maximaal 31 karakters bestaan.
Een nadeel is de opslag in een enkele datastructuur, waardoor de prestaties van het systeem tijdens gelijktijdige bewerkingen afnemen. Ook de mate van betrouwbaarheid wordt als groot nadeel genoemd, omdat een enkele fout aan de HFS-structuur het gehele bestandssysteem onbruikbaar kan maken.
HFS werd opgevolgd in 1998 door het verbeterde HFS Plus. Apple bleef HFS en HFS+ (als alleen-lezen) ondersteunen tot en met macOS 10.14 Mojave in 2018.